# Gebze
Gebze er en by i det nordvestlige Tyrkiet, med  omkring 371.000(2018) indbyggere. Byen ligger i provinsen Kocaeli, ved bredden af Marmarahavet.